# Chinathous robustus
Chinathous robustus là một loài bọ cánh cứng trong họ Elateridae. Loài này được Kishii & Jiang miêu tả khoa học năm 1996.